# Holografisch display
Een holografisch display is een manier om een figuur driedimensionaal te kunnen weergeven zonder gebruik te maken van een persoonlijk hulpmiddel zoals een 3D-bril. De figuren worden op een tweedimensionaal scherm weergegeven. 
Er zijn verschillende methodes bedacht om driedimensionale figuren te kunnen weergeven op enkelvoudige beeldschermen. De belangstelling voor holografie en het ontwerpen van holografische displays is mede te danken aan de Star Wars-films die deze techniek als toekomstvisie bij het grote publiek bekend maakte.

## Autostereoscopie
Een bepaalde methode van autostereoscopie gebruikt een vlak scherm met lenticulaire lenzen en lijnen tussen de pixels die ervoor zorgen dat elk oog de juiste pixels ziet zodat een ruimtelijke illusie ontstaat. Deze methode wordt bijvoorbeeld gebruikt in de Nintendo 3DS.

## 360° displays
Er zijn ook uitvoeringen die een holografisch display maken door een buisborming rond weergavescherm onder een bepaalde hoek te laten draaien en er van bovenaf een afbeelding op te projecteren. Door verschillende afbeeldingen met grote snelheid te projecteren en tegelijk het beeldscherm te laten draaien krijgt men een beeldscherm met een kijkhoek van 360° die ruimtelijke figuren kan weergeven.